# Lotobia eritima
Lotobia eritima är en tvåvingeart som beskrevs av Kim och Han 1990. Lotobia eritima ingår i släktet Lotobia och familjen hoppflugor.
Artens utbredningsområde är Kongo. Inga underarter finns listade i Catalogue of Life.